# گری جنتی
گری جنتی (به انگلیسی: Gary Janetti) تهیه‌کننده و نویسنده تلویزیونی آمریکایی است. وی نویسندگی سریال‌هایی هم‌چون مرد خانواده و ویل و گریس در کارنامه خود دارد.